# Споменик Херојима палим за Србију на Новом Београду
Споменик Херојима палим за Србију на Новом Београду подигнут је припадницима МУП-а који су дали животе за Србију. Откривен је 25. маја 2018. године.
Министар унутрашњих послова Небојша Стефановић и градоначелник Београда Синиша Мали потписали су у фебруару 2018. године Протокол о сарадњи на подизању спомен-обележја полицајцима и другим припадницима МУП-а који су погинули бранећи Србију.
У улици Омладинских бригада, испред Пословне зграде Републике Србије ("СИВ-3"), откривено је спомен-обележје је у част припадника МУП-а, који су жртвовали своје животе обављајући службену дужност. Присуствовали су: премијерка Ана Брнабић, министар унутрашњих послова Небојша Стефановић, директор полиције Владимир Ребић и градоначелник Синиша Мали.
У оквиру комплекса Споменика налази се део са уклесаним значкама сваког припадника МУП-а који је дао свој живот на дужности. На мермерним плочама у низу, осим уклесаних значака, стоји и натпис „Херојима Србије, припадницима МУП-а који су дали своје животе за слободу и безбедност своје земље и њених грађана”.